# Copa do Sudão de Futebol
A Copa do Sudão é o principal torneio eliminatório do futebol masculino do Sudão. Ela é organizada pela Associação de Futebol do Sudão.

## Palmarés
| Temporada | Campeão                    | Resultado          | Finalista                |
| --------- | -------------------------- | ------------------ | ------------------------ |
| 1963      | Al-Merrikh Sporting Club   | –                  |                          |
| 1964-1969 | Não disputada              | Não disputada      | Não disputada            |
| 1970      | Al-Merrikh Sporting Club   | –                  |                          |
| 1971      | Al-Merrikh Sporting Club   | –                  |                          |
| 1972      | Al-Merrikh Sporting Club   | –                  |                          |
| 1973      | Não disputada              | Não disputada      | Não disputada            |
| 1974      | Al-Merrikh Sporting Club   | –                  |                          |
| 1975-1976 | Não disputada              | Não disputada      | Não disputada            |
| 1977      | Al-Hilal Club              | –                  |                          |
| 1978      | Al Neel Sporting Club      | –                  |                          |
| 1979-1980 | Não disputada              | Não disputada      | Não disputada            |
| 1981      | Hay al-Arab Port Sudan     | –                  |                          |
| 1982      | Al-Ahli Sporting Club      | –                  |                          |
| 1983      | Al-Merrikh Sporting Club   | –                  |                          |
| 1984      | Al-Merrikh Sporting Club   | –                  |                          |
| 1985      | Al-Merrikh Sporting Club   | –                  |                          |
| 1986      | Al-Merrikh Sporting Club   | –                  |                          |
| 1987      | Al-Mourada Sporting Club   | –                  |                          |
| 1988      | Al-Merrikh Sporting Club   | –                  |                          |
| 1989      | Al-Mourada Sporting Club   | –                  |                          |
| 1990      | Al-Ittihad SC (Wad Medani) | –                  |                          |
| 1991      | Al-Merrikh Sporting Club   | –                  |                          |
| 1992      | Al-Merrikh Sporting Club   | –                  |                          |
| 1993      | Al-Hilal Club              | –                  |                          |
| 1994      | Al-Merrikh Sporting Club   | –                  |                          |
| 1995      | Al-Mourada Sporting Club   | –                  |                          |
| 1996      | Al-Merrikh Sporting Club   | –                  |                          |
| 1997      | Al-Mourada Sporting Club   | –                  |                          |
| 1998      | Al-Hilal Club              | 2 – 0              | Al-Merrikh Sporting Club |
| 1999      | Al-Mourada Sporting Club   | –                  |                          |
| 2000      | Al-Hilal Club              | 3 – 0              | Al-Ahli Sporting Club    |
| 2001      | Al-Merrikh Sporting Club   | 1 – 0              | Al-Mourada Sporting Club |
| 2002      | Al-Hilal Club              | 2 – 0 (adjudicado) | Al-Merrikh Sporting Club |
| 2003      | Não disputada              | Não disputada      | Não disputada            |
| 2004      | Al-Hilal Club              | 0 – 0 (3–2 pen.)   | Al-Merrikh Sporting Club |
| 2005      | Al-Merrikh Sporting Club   | 0 – 0 (4–2 pen.)   | Al-Hilal Club            |
| 2006      | Al-Merrikh Sporting Club   | 2 – 0              | Al-Hilal Club            |
| 2007      | Al-Merrikh Sporting Club   | 1 – 0              | Al-Hilal Club            |
| 2008      | Al-Merrikh Sporting Club   | 0 – 0 (2-0 pen.)   | Al-Hilal Club            |
| 2009      | Al-Hilal Club              | 2 – 1              | Al-Merrikh Sporting Club |
| 2010      | Al-Merrikh Sporting Club   | 2 – 0              | Al-Hilal Club            |
| 2011      | Al-Hilal Club              | 2 – 0 (adjudicado) | Al-Merrikh Sporting Club |
| 2012      | Al-Merrikh Sporting Club   | 0 – 0 (3-1 pen.)   | Al-Hilal Club            |
| 2013      | Al-Merrikh Sporting Club   | 2 – 0 (adjudicado) | Al-Hilal Club            |
| 2014      | Al-Merrikh Sporting Club   | 3 – 1              | Al-Hilal Club            |